# Château de Chazeu
Le château de Chazeu est situé sur la commune de Laizy en Saône-et-Loire, dans la vallée de l'Arroux, au bord de la rivière.

## Description
Le château est désormais en ruines. Des arbres poussent dans les fossés et la cour n'est plus qu'un pré. 
Le château médiéval était de plan pentagonal enserrant environ un demi-hectare de surface, avec quatre tours rondes et une tour carrée s'élevant à l'entrée. Au début du XXe siècle, on distinguait encore une grande tour carrée au nord. Les restes de cheminées monumentales datent de l'époque du chancelier Rolin.
On ne peut imaginer la splendeur passée du château que grâce à un dénombrement qui en a été fait, en date du 4 août 1684 : « Le château dudit Chaseu consistait en quatre tours de quatre étages chacune : quatre autres tours de deux étages chacune avec les corps de logis entre lesdites tours, un pont-levis à l'entrée du château, iceluy entouré d'un grand fossé remply d'eau, revestu de murailles de tous costés, une chapelle au-devant dudit château avec les aisances et dépendances d'iceluy. ». 
Mais on peut aussi le faire au travers des réflexions de ceux qui l'ont approché avant sa démolition :
- Madame de Sévigné, reçue en 1677 par son cousin Roger de Bussy-Rabutin, déclare : « Sa situation est admirable ; j'en ai le paysage dans la tête et je l'y conserverai soigneusement. »
- le même cousin parle, quant à lui, des « propretés dont je l'embellis ».
- Claude Courtépée, historien de la Bourgogne, admire, vers 1775, le « beau salon orné de quantité de tableaux ».

Le château est une propriété privée et ne se visite pas.
Il fait l’objet d’une inscription au titre des monuments historiques depuis le 7 novembre 1927.

## Historique
- XIIIe siècle : mention de la seigneurie de Chazeu, qui appartient à la famille de Longvy, qui porte "d'azur à la bande d'or"
- début XVe siècle : vente de la seigneurie par le mari et les frères de Jeanne de Longvy à Nicolas Rolin, chancelier du duc de Bourgogne.
- 3e quart du XVe siècle : le cardinal Jean Rolin, évêque d'Autun, fils du chancelier, hérite du domaine
- 1483 : le fils naturel du cardinal, Sébastien Rolin, hérite à son tour du château
- début XVIe siècle : Esmée Rolin et Antoine d'Orges sont dame et coseigneur de Chazeu
- 1651 : après avoir été partagée entre deux familles, la seigneurie est à nouveau réunie par l'écrivain Roger de Bussy-Rabutin, qui, ayant hérité d'une moitié, en rachète l'autre à Chrétienne de Chissey; il avait épousé huit ans avant Gabrielle de Toulongeon, petite fille de sainte Jeanne de Chantal
- 1659 : en disgrâce, Bussy-Rabutin doit s'exiler sur ses terres de Bourgogne, l'hiver, à Bussy-le-Grand et la bonne saison, à Chazeu
- 1730 : le château est vendu par le petit-fils du précédent, Roger de Langheac, à Jean-Baptiste Rabiot de Meslé
- 1765 : nouvelle vente, cette fois à Jean-Baptiste de Mac-Mahon
- 1794 : vente par lots
- 1803 : rachat par Maurice-François de Mac-Mahon
- 1840 : le fils du précédent vend la propriété après avoir fait démolir le château pour en utiliser les matériaux